# Angosto del Bala

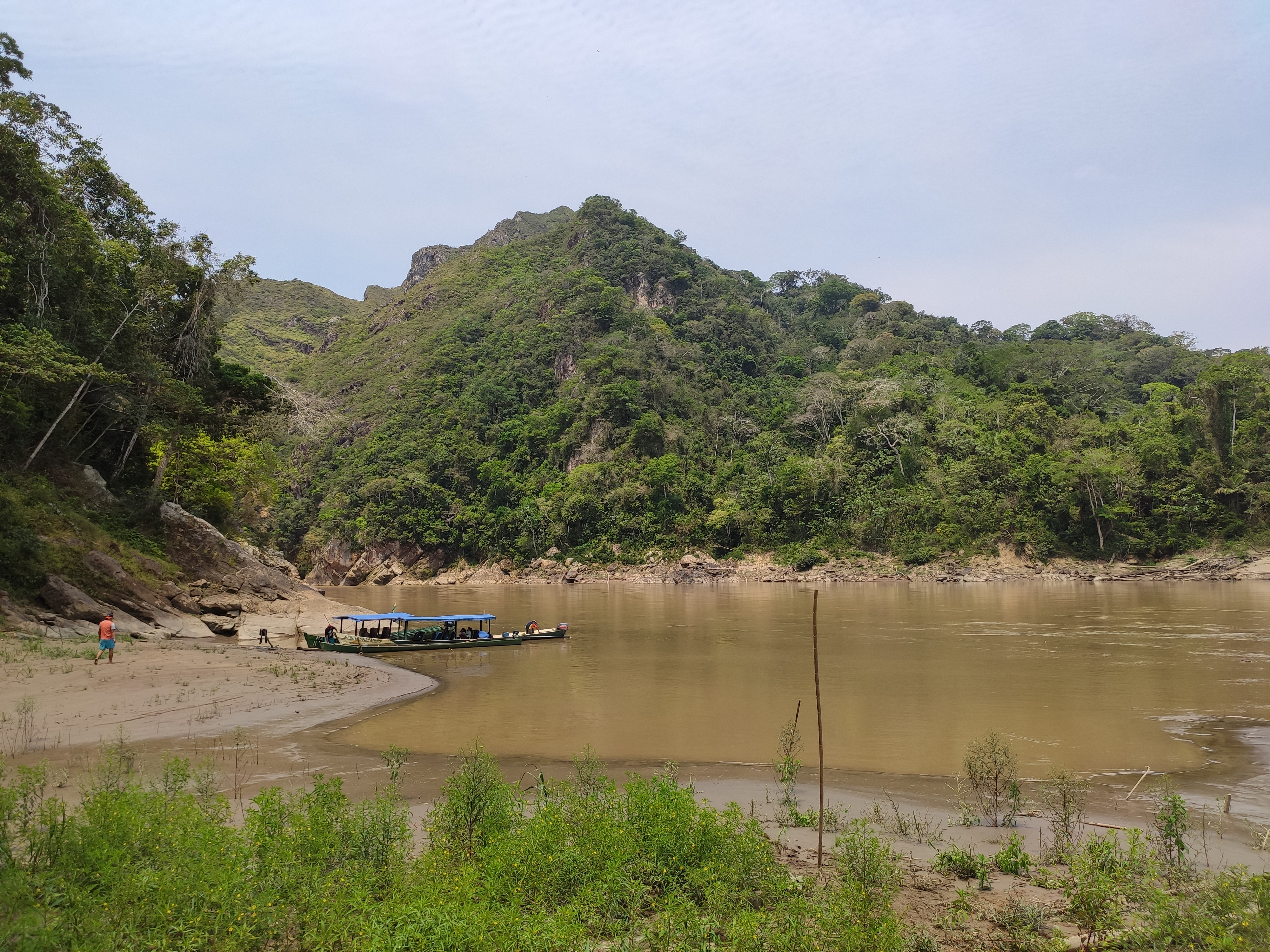
Bote en la margen izquierda del río Beni, cerca al Angosto del Bala.

El Angosto del Bala es un paso estrecho de Bolivia, por el cual discurre el río Beni, entre medio de la serranía de El Bala. Este río sale de la cordillera subandina a los llanos orientales. El angosto tiene un ancho máximo de 60 metros y se encuentra a 16 kilómetros aguas arriba de la localidad de Rurrenabaque.
Existe un proyecto para la construcción de una central hidroeléctrica en este angosto.